# Националсоциалистическо движение на Норвегия
Националсоциалистическо движение на Норвегия (НСДН) (на норвежки: Norges Nasjonalsosialistiske Bevegelse) е неонацистко политическо движение в Норвегия.

## История
Групата е с около 50 членове, водени от Ерик Рун Хансен. Основана през 1988 г., тя е тайна група със стриктно членско регулиране.
НСДН изразява възхищението си от Адолф Хитлер и Видкун Квислинг и се фокусира върху историческия ревизионизъм и антисемитизъм, по-специално отричането на Холокоста. Тя издава вестника Gjallarhorn. Други повтарящи се теми са расовата хигиена и норвежката религия. Няколко от нейните членове са активни нацисти и членове на Национално единение по време на Втората световна война. Групата има връзки с Ерик Блюхер и Варг Викернес. Тя е част от международните мрежи, заедно със Световния съюз на националсоциалистите, Датско националсоциалистическо движение, Шведския националсоциалистически фронт, Кръв и чест. Заедно със скандинавски групи участва в почитане на Адолф Хитлер и Рудолф Хес.
През ноември 2007 г. паметната церемония на германското военно гробище в Осло е атакувана от антифашисти, като 5 са ранени от НСДН, а един тежко.